# Sonia (polilla)
Sonia es un género de polillas tortrícidas perteneciente a la tribu Eucosmini, de la subfamilia Olethreutinae, orden Lepidoptera. Fue descrito por Heinrich en 1923.

## Especies
- Sonia canadana McDunnough, 1925
- Sonia comstocki Clarke, 1952
- Sonia constrictana (Zeller, 1875)
- Sonia divaricata Miller, 1990
- Sonia filiana (Busck, 1907)
- Sonia paraplesiana Blanchard, 1979
- Sonia vovana (Kearfott, 1907)